# كارولينا هرمان
كارولينا هرمان (بالألمانية: Carolina Hermann)‏ (و. 1988  م) هي متزلجة فنية، وراقصة على الجليد ألمانية، ولدت في فوبرتال، شاركت في figure skating at the 2009 Winter Universiade – ice dance ‏.

## روابط خارجية
- كارولينا هرمان على موقع الاتحاد الدولي للتزلج (الإنجليزية)